# Oporówka
Oporówka – strumień na terenie Wrocławia (długości około 4 km) w południowo-zachodniej części miasta, prawy dopływ Kasiny. 
Wypływa z ogrodów działkowych na północ od osiedla Klecina jako rów melioracyjny w kierunku północno-zachodnim; po kilkuset metrach znika w podziemnym systemie kanalizacji burzowej Oporowa, po czym u zbiegu ulic Wiejskiej i Avicenny pojawia się ponownie na powierzchni. Stamtąd kieruje się na północny zachód, do Kasiny wpadając tuż przed przecięciem jej z linią kolejową nr 274 do Jaworzyny Ślaskiej niedaleko stacji Wrocław Zachodni.
Ciek nie występuje w zestawieniu PRNG. Oporówka wymieniona w PRNG obiekty fizjograficzne jest położona w powiecie wrocławskim na południe od Wrocławia.